# رود ترینت (انتاریو)

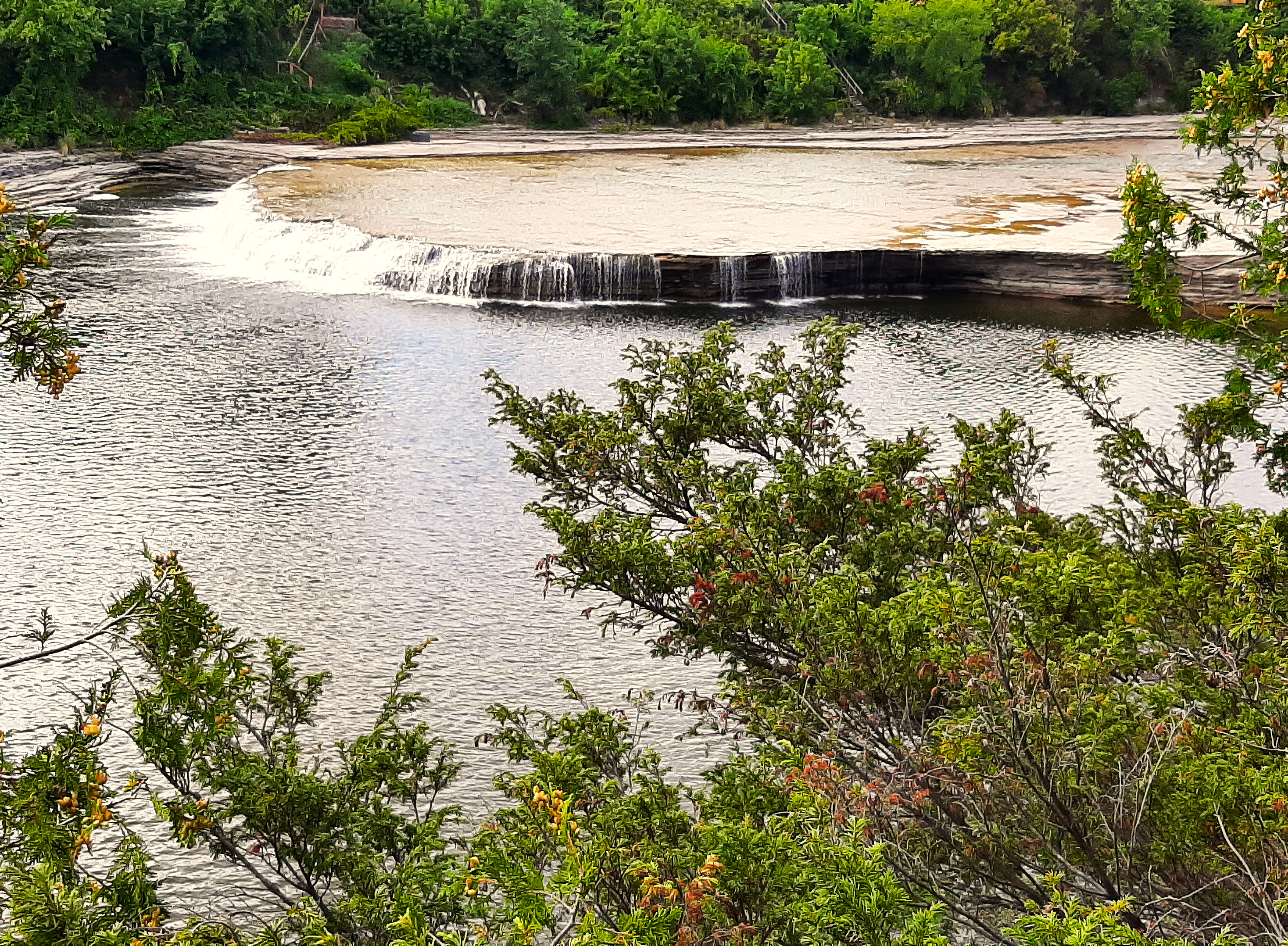
آبشار رانی در مسیر رود ترینت در پارک جنگلی فریز

رود ترینت (به انگلیسی: Trent River) یک رود در کانادا است که در انتاریو واقع شده‌است.